# Gazette de Cologne

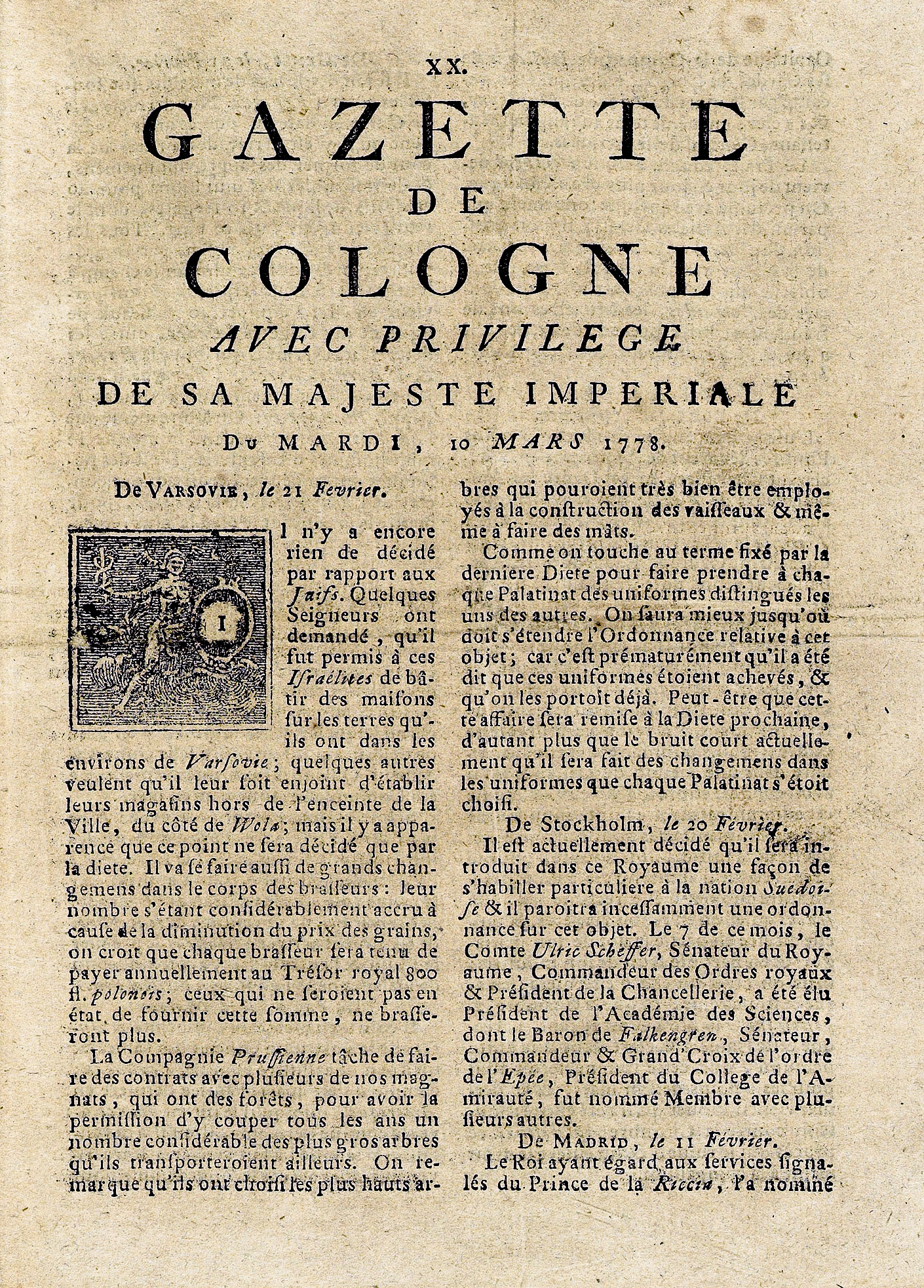
Gazette de Cologne, Ausgabe vom 10. März 1778

Die Gazette de Cologne (französisch; übersetzt: Zeitung von Köln) war eine von 1734 bis 1810 in Köln erscheinende französischsprachige Zeitung mit anti-preußischer politischer Ausrichtung. Das Blatt bestand in den ersten Jahrzehnten seines Bestehens aus vier Seiten und kam zweimal wöchentlich in den Handel. Die Gazette de Cologne war eine bis in die Höfe der Europäischen Königshäuser beachtete Publikation.

## Chronik

### Der Antrag des Johann Ignaz Roderique
Gründer und mit dem großen Erfolg der ersten zwanzig Jahre untrennbar verbunden war der Historiker Johann Ignaz Roderique. Roderique kannte das Zeitungswesen in Europa, insbesondere die Publikationen französischer, protestantischer Emigranten aus Holland (wie die Gazette d' Amsterdam oder die Gazette d'Utrecht) und die ebenfalls protestantisch und preußisch orientierten Gazetten aus Hamburg. Als Katholik und Jesuit wollte er ihnen ein politisch-religiöses Gegengewicht bieten. Vor allem aber trieben ihn kommerzielle Interessen an. Sein Professorengehalt an der Universität Köln war ihm zu niedrig für den Lebensunterhalt. In seinem Antrag auf Zulassung seiner Zeitung 1734 an den Kölner Rat stellte er die französischen Blätter der Region als Argument in den Vordergrund:

„Die in Holland gedruckten französischen Zeitungen, womit Deutschland gleichsam überschwemmt wird, thun niemals die geringste Meldung von ihren eigenen, noch auch von engländischen Sachen, sind also in zwei Hauptstücken mangelhaft. Am allermeisten aber ist in denselben mit dem größten Fug und höchsten Unwillen zu mißbilligen, daß die heilige katholische Religion bei jeder Gelegenheit auf das empfindlichste mitgenommen wird. [Daher] ist im Geringsten nicht zu zweifeln, daß eine mit Euer Gnaden hohen privilegio an das Licht tretende französische Zeitung wohl aufgenommen, dieser freien Reichsstadt zum Ruhm und splendeur und mehr denn einem Bürger zum Nutzen gereichen, wie auch der katholischen Religion zum Besten gedeihen würde.“

### Kaiserliche Zulassung
Nicht nur der Rat der katholischen Stadt Köln erteilte diese Genehmigung gern, auch Kaiser Karl VI., ein österreichischer Katholik, gewährte ein „Privilegium“. Dieses Privileg umfasste nicht nur die Drucklizenz, sondern enthob Roderique der Zensur. Er konnte schreiben, was er wollte, solange er seine Majestät nicht beleidigte. Ende 1734 erschien die Gazette de Cologne avec privilege de sa majesté imperiale zum jährlichen Abonnementspreis von 4 Reichstalern, immer dienstags und freitags, mit vier Seiten Umfang, wovon die vierte häufig am Ende ein „Avertissement“ enthielt, etwa eine Werbung des „Libraire à Amsterdam, J. Ryckhof le Fils“. Häufig kam ein „Suplement à la Gazette de Cologne“ aus zwei Seiten hinzu. Die Zeitung hatte ungefähr das Format DIN A 5 und folgte einem strengen Muster von Meldungen aus den europäischen und asiatischen (vor allem die Türkei) Machtzentren. Die Freitagsausgabe vom 15. März 1743 etwa umfasst die Abschnitte:
- Russie (De S. Petersbourg, le 20 Fevrier) [also fast einen Monat vor Erscheinen]
- Suede (De Stockholm, le 1r Mars)
- Italie (De Venise, le 5 Mars)
- France (De Versailles, le 7 Mars)
- France (De Paris, le 8 Mars)
- Pays-Bas (De Bruxelles, le 11 Mars)
- Allemagne (De Deckendorff, le 11 Mars)
- Allemagne (De Dusseldorf, le 12 Mars)
- Allemagne (De Cologne, le 14 Mars) [also einen Tag vor Erscheinen]

### Kriegsberichterstattung
Die weiteste Verbreitung und größte Beachtung erhielt die Gazette de Cologne während des Ersten Schlesischen Kriegs 1740–1748 zwischen Preußen und Österreich. Sie schlug sich so klar auf die österreichische Seite, dass der Preußenkönig Friedrich II. Johann Ignaz Roderique über den für Preußen im rheinisch-westfälischen Kreistag sitzenden Abgeordneten Jacob Friedrich von Rohde abmahnen ließ. Der Verleger pochte auf seine Unabhängigkeit, worauf der König, über von Rohde, einen kräftigen Kölner Bürger dafür bezahlen ließ, Roderique am 13. April 1741 auf offener Straße zusammenzuschlagen. In den Akten lautete der Übergriff: „eine Tracht Prügel“. Der König hatte für die Aktion 100 Dukaten geboten, der Schläger kostete nur 50. Roderique entschuldigte sich anschließend, änderte aber den Kurs seiner Zeitung kaum, sodass Friedrich dem widerspenstigen „Gazettier“ mit der Investition der verbleibenden 50 Dukaten drohte. Wieder gelobte Roderique, sich zu bessern. Sein Ärger mit der Gazette de Cologne inspirierte den König sogar zu einem Gedicht, das er seinem General Friedrich Siegmund von Bredow überreichte:
A Cologne vivait un fripier de nouvelles,
Singe de l'Aretin, grand faiseur de libelles,
Sa plume ètait vendue es se écrite mordants
Lançaient contre Louis leurs traits impertinents
1743 war Roderique so reich, dass er sich von den Gazette-Einnahmen in Köln eine Villa bauen konnte. Sein Renommee als Kenner der Politik brachte ihm den Titel eines österreichischen und bayerischen Hofrats sowie eines apostolischen Syndikus ein. Im Vorfeld der Friedensverhandlungen in Aachen (18. Oktober 1748) baten die Preußen-feindlichen Parteien Roderique um ein Gutachten über die politische Lage.

### Niedergang der Zeitung
Mit dem Sieg Preußens und dem Tod Roderiques 1756 verlor die Gazette de Cologne allmählich an Bedeutung. Zunächst übernahm sein Neffe Caspar Anton Jacquemotte „de Roderique“, und nach dessen Tod im Jahr 1765, seine Witwe Maria Theresia Jacquemotte die Zeitung. Der Zeitungschronist Ludwig Solomon benannte 1906 in seiner Geschichte des Deutschen Zeitungswesens die 1780er Jahre als die Endphase der Gazette de Cologne, bevor sie in die Bedeutungslosigkeit versank. Deutsche Bibliotheken verzeichnen das Ende ihres Erscheinens mit 1799. Solomon nannte die anderen Blätter, die im 18. Jahrhundert in Köln erschienen, „durchweg unbedeutend“. Dazu gehörten die Pfeiffersche Postzeitung, die Frankenbergschen Blätter, die Bäumchens-Zeitung (weil die Verlegerin in einem Haus „Zum Bäumchen“ wohnte), das Historische Journal, der Mercurius, der Eilfertige Welt- und Staatsbote sowie die Kayserliche Reichs-Ober-Post-Amts-Zeitung. Letztere sei jedoch insofern von Bedeutung, so Solomon, „als aus ihr sich die heutige Kölnische Zeitung entwickelte“ – die große Kölner Zeitung des 19. Jahrhunderts.
Die im 19. und frühen 20. Jahrhundert von der angelsächsischen Presse (wie der New York Times oder der Londoner Times) häufig zitierte „Cologne Gazette“ bezeichnet offenbar nicht die Gazette de Cologne, sondern die Kölnische Zeitung. Seit dem 14. April 1807 erschien sie als „Gazette Française de Cologne“ im Verlag des Theodor Franz Thiriart. Die erste Erwähnung in der Times erfährt eine „Gazette de Cologne“ am 3. August 1840. Auch hiermit ist vermutlich die Kölnische Zeitung gemeint.